# Musée d'histoire naturelle de Rotterdam
Pour les articles homonymes, voir Liste de musées d'histoire naturelle.
Le musée d'histoire naturelle de Rotterdam (en néerlandais : Natuurhistorisch Museum Rotterdam, abrégé en NMR) est un musée d'histoire naturelle à Rotterdam fondé en 1927. Le musée dispose d'un vaste programme éducatif et attire environ 40 000 visiteurs par an. Le musée est logé dans la Villa de Dijkzigt au parc des Musées, près du Kunsthal et le musée Boijmans Van Beuningen.
La villa date de 1852 et s'est élargi en 1995 avec un pavillon moderne vitré qui a été conçu par l'architecte néerlandais Erick van Egeraat. La Villa Dijkzigt a été construite par Johan Metzelaar pour la famille Van Hoboken.